# Kathellen Sousa
Kathellen Sousa Freitosa (São Vicente, 26 aprile 1996) è una calciatrice brasiliana, difensore dell'Al-Nassr e della nazionale brasiliana.

## Carriera

### Club

#### Giovanili
Da ragazza Kathellen adorava il calcio ma era costretta a giocare principalmente a futsal. Ha trovato un'opportunità nel mondo del calcio nella sua nativa Baixada Santista, soprattutto dopo la chiusura della sezione femminile del Santos nel 2012.
Fu in seguito selezionata dal Monroe College, con cui giocò nei campionati giovanili statunitensi per due anni. Trascorse quindi i due anni successivi ai Louisville Cardinals ed agli UCF Knights, in NCAA Division I.

#### Bordeaux
Nel 2018 si trasferì al Bordeaux in Division 1 Féminine firmando il suo primo contratto da professionista della durata di due anni con opzione per il terzo, decidendo a fine stagione 2019-2020 di non rinnovare il contratto. Il miglior risultato ottenuto con la squadra nelle tre stagioni disputate fu il terzo posto nella stagione 2019-2020.

#### Inter
Dopo tre stagioni in Francia si trasferisce in Italia, firmando con l'Inter per una stagione. Nel febbraio 2021 subisce un grave infortunio al ginocchio destro rimediando una lesione del legamento crociato anteriore, che la tiene lontana dal terreno di gioco per 8 mesi. Dopo aver rinnovato il contratto per una seconda stagione, torna in campo il 16 ottobre nei minuti di recupero contro la Roma. Il 5 dicembre realizza il suo primo gol in maglia nerazzurra sbloccando con un imperioso colpo di testa il derby contro il Milan.

#### Real Madrid
Il 4 agosto 2022 viene ufficializzato il suo trasferimento al Real Madrid.

### Nazionale
Ha esordito con la nazionale brasiliana il 26 luglio 2018 disputando l'incontro del Tournament of Nations perso 3-1 contro l'Australia e nel 2019 è stata selezionata per prendere parte al Campionato mondiale.

## Statistiche

### Presenze e reti nei club
Statistiche aggiornate al 15 maggio 2022.
| Stagione           | Squadra            | Campionato         | Campionato | Campionato | Coppe nazionali | Coppe nazionali | Coppe nazionali | Coppe continentali | Coppe continentali | Coppe continentali | Altre coppe | Altre coppe | Altre coppe | Totale | Totale | Totale |
| Stagione           | Squadra            | Comp               | Pres       | Reti       | Comp            | Pres            | Reti            | Comp               | Pres               | Reti               | Comp        | Pres        | Reti        | Pres   | Reti   |        |
| ------------------ | ------------------ | ------------------ | ---------- | ---------- | --------------- | --------------- | --------------- | ------------------ | ------------------ | ------------------ | ----------- | ----------- | ----------- | ------ | ------ | ------ |
| 2017-2018          | Bordeaux           | D1                 | 9          | 1          | CF              | 0               | 0               | -                  | -                  | -                  | -           | -           | -           | 9      | 1      |        |
| 2018-2019          | Bordeaux           | D1                 | 18         | 2          | CF              | 1               | 0               | -                  | -                  | -                  | -           | -           | -           | 19     | 2      |        |
| 2019-2020          | Bordeaux           | D1                 | 6          | 0          | CF              | 1               | 1               |                    | -                  | -                  |             | -           | -           | 7      | 1      |        |
| Totale Bordeaux    | Totale Bordeaux    | Totale Bordeaux    | 33         | 3          |                 | 2               | 1               |                    | -                  | -                  |             | -           | -           | 35     | 4      |        |
| 2020-2021          | Inter              | A                  | 11         | 0          | CI              | 2               | 0               | -                  | -                  | -                  | -           | -           | -           | 13     | 0      |        |
| 2021-2022          | Inter              | A                  | 17         | 1          | CI              | 4               | 0               |                    | -                  | -                  |             | -           | -           | 21     | 1      |        |
| Totale Inter       | Totale Inter       | Totale Inter       | 28         | 1          |                 | 6               | 0               |                    | -                  | -                  |             | -           | -           | 34     | 1      |        |
| 2022-2023          | Real Madrid        | PD                 | 26         | 1          | CS              | 2               | 0               | UWCL               | 10                 | 0                  | SC          | 1           | 0           | 39     | 1      |        |
| 2023-2024          | Real Madrid        | PD                 | 18         | 1          | CS              | 2               | 0               | UWCL               | 8                  | 0                  | SC          | 1           | 0           | 29     | 1      |        |
| Totale Real Madrid | Totale Real Madrid | Totale Real Madrid | 44         | 2          | -               | 4               | 0               | -                  | 18                 | 0                  | -           | 2           | 0           | 68     | 2      |        |
| Totale carriera    | Totale carriera    | Totale carriera    | 105        | 6          | -               | 12              | 1               | -                  | 18                 | 0                  | -           | 2           | 0           | 137    | 7      |        |